# ドーヴァーの密約
ドーヴァーの密約（ドーヴァーのみつやく。Secret Treaty of Dover。ドーヴァー秘密条約とも）とは、1670年5月22日（ユリウス暦。グレゴリオ暦では6月1日）にイングランド王国のドーヴァーで結ばれたイングランド国王とフランス王国との密約。
イングランド議会と対立していた国王チャールズ2世が、独断でフランスから資金援助を受ける代わりに、イングランドがフランス側で参戦する事を約束した。この密約に則ってオランダ侵略戦争及び第三次英蘭戦争が開始された。

## 概要
条約の主な内容。
- イングランド王チャールズ2世とフランス王ルイ14世の友好締結。
- イングランド王チャールズ2世及び弟で後継者ヨーク公ジェームズのカトリックへの改宗の約束。
- フランスがイングランドに資金及び兵士を援助する。
- アーヘンの和約の遵守。
- 対オランダ戦争でのイングランド・フランスの共闘。
- 対オランダ開戦の時期決定は、フランス王ルイ14世による権限とする。

この条約は、イングランド国王とフランスによる秘密協定であったため、間もなくこの密約が発覚すると、イングランド国内は反カトリックの機運が高まり、続く国王の信仰自由宣言は国内を混乱に陥らせる事となった。さらに密約の発覚によって、イングランドがオランダ、スウェーデンと締結した対仏三国同盟は破綻する事となった。三国同盟を推進した駐ハーグ大使ウィリアム・テンプルが9月にイングランドへ召還されたこともチャールズ2世の意向があってのこととされる。
この条約の2年後の1672年には、フランスとスウェーデンの間にも仏瑞同盟が結ばれ、予定通り対オランダ戦争が開始された。しかし、チャールズ2世は親仏的思考の持ち主であったが、議会と外交政策が一致せず、三国同盟を結んだり、1677年に姪のヨーク公女メアリーを甥のオランダ総督ウィレム3世に嫁がせるなど、イングランドは不安定な外交が続いた。結局、メアリーとウィレム3世の政略結婚が英蘭間の再同盟に繋がり、ドーヴァーの密約は破綻する事となった。